# Giovani Gutiérrez Aguilar
José Giovani Gutiérrez Aguilar (Coyoacán, Ciudad de México, 19 de marzo de 1970) es un empresario y político mexicano. Ha sido diputado local en el congreso del entonces Distrito Federal y desde 2021 sirve como alcalde de Coyoacán.

## Biografía
En el año 2006, el Partido Acción Nacional lo lanzó como candidato a Diputado Federal por el principio de mayoría relativa por el Distrito 24. En ese mismo año y hasta 2009, fue presidente del Comité Directivo Delegacional en Coyoacán de ese partido.
En 2009, fue electo Diputado Local por el principio de mayoría relativa por el Distrito XXVII, correspondiente a la demarcación de Coyoacán.
Fue integrante de la V Legislatura en la Asamblea Legislativa del Distrito Federal, en donde se desempeñó como Vicecoordinador del Grupo Parlamentario del Partido Acción Nacional. De igual manera, trabajó como Secretario de la Comisión de Vigilancia de la Contaduría Mayor de Hacienda en la ALDF.
En el año 2012 fue candidato a Diputado Federal por la coalición Compromiso por México conformada por el PRI y PVEM, por el principio de mayoría relativa, por el Distrito 24 Federal en Coyoacán.
En el 2018 fue candidato a Diputado Local por la coalición Por la Ciudad de México al Frente, conformada por el Partido Acción Nacional, el Partido de la Revolución Democrática y Movimiento Ciudadano, por el principio de mayoría relativa, por el Distrito XXX en Coyoacán.
En las elecciones del 6 de junio de 2021 contendió como candidato a la Alcaldía de Coyoacán por la alianza Va por México, que integraron los partidos Acción Nacional (PAN), Revolucionario Institucional (PRI) y de la Revolución Democrática (PRD), siendo este último el partido que lo postuló. Tras el recuento de los sufragios, obtuvo el triunfo con el 53.34% de la votación total, convirtiéndose en el político más votado en la demarcación en la última década.

### Trayectoria Empresarial
Inició su experiencia empresarial en la industria papelera desde 1988, como Gerente de Compras de Productos e Insumos. En 1990 fue Gerente de Operación y Planeación para el desarrollo de programas de logísticas y nuevos programas de canales de distribución.
Hasta el inicio de su campaña, se desempeñaba como director general en diferentes empresas del ramo, desarrollando y aplicando nuevas estrategias para lograr el crecimiento y consolidación de las mismas.